# مجزرة عائلة أبو سمرة
مجزرة عائلة أبو سمرة هي مجزرة ارتكبها سلاح الجوّ الإسرائيلي حينما أغارَ على منازلهم في بيت لاهيا في 25 أكتوبر 2024، وهذه المجزرة من ضمن عدة مجازر والتي وقعت في عملية طوفان الأقصى، تسبّبت هذه المجزرة الإسرائيليّة التي استهدفت منطقة حيوية في استشهاد 11 مواطناً من عائلة أبو سمرة.

## خلفية الحدث
في صباح يوم السبت 7تشرين الاول 2023 قامت حركة المقاومة الاسلامية حماس بإطلاق ما لا يقلُّ عن 3000 صاروخ من قطاع غزة الذي تسيطر عليه حماس باتجاه إسرائيل، بالموازاة مع اختراق حوالي 2500 مسلَّح فلسطيني الحاجز بين غزة وإسرائيل بِشَنِّهِم لهجوم عبر السّيارات رُباعيّة الدّفع والدّراجات النّارية والطّائرات الشّراعيّة وغيرها على البلدات المتاخمة للقطاع، والتي تُعرف باسم غلاف غزة، حيث سيطروا على عددٍ من المواقع العسكريَّة خاصة في سديروت، ووصلوا أوفاكيم، واقتحموا نتيفوت، وخاضوا اشتباكاتٍ عنيفة في المستوطنات الثلاثة وفي مستوطنات أخرى كما أسَرُوا عددًا من الجنود والمواطنين واقتادوهم لغَزَّة فضلًا عن اغتنامِ مجموعةٍ من الآليَّات العسكريَّة الإسرائيليَّة. ردًّا على ذلك، بدأت قوات الاحتلال الاسرائيلي هجومها باستعادة السيطرة على المستوطنات التي سبق لقوات حماس السيطرة عليها، وشنَّت هجمات انتقامية قبل أن تعلن الحرب رسميًا على حماس في اليوم التالي. كما نَفَّذَت غارات جوية على قطاع غزة، وشدَّدت حصارها وشنت واحدة من أكثر حملات القصف دموية وتدميرًا في التاريخ الحديث.

## الضحايا
جميع الضحايا من المدنيين فضلًا عن كونهم من عائلة واحدة قضت بعد قصف الإحتلال الإسرائيلي الذي استهدف منزلهم، القائمة من رجال ونساء وأطفال وهم:
1. بسام إسماعيل محمود أبو سمرة (55 عام)
2. أمل فضل محمود أبو سمرة (50 عام)
3. أسامة بسام إسماعيل أبو سمرة (26 عام)
4. .أحمد بسام إسماعيل أبو سمرة (25 عام)
5. الطفل محمد بسام إسماعيل أبو سمرة (16 عام)
6. الطفل عبد القادر محمد عبد القادر أبو سمرة (16 عام)
7. سمر بسام إسماعيل أبو سمرة (20 عام)
8. دانا بسام إسماعيل أبو سمرة
9. ديما بسام إسماعيل أبو سمرة
10. رامي جميل محمد حنونة (43 عام)
11. إسلام سعيد محمد حنونة " المبحوح" (34 عام)